# Sphaerolaimus tenuis
Sphaerolaimus tenuis is een rondwormensoort uit de familie van de Sphaerolaimidae. De wetenschappelijke naam van de soort is voor het eerst geldig gepubliceerd in 1924 door Kreis.